# 楊鐵樑
拿督斯里巴杜卡楊鐵樑爵士，大紫荊勳賢，SPMB（英語：Dato Seri Paduka Sir Ti-liang Yang，1929年6月30日—2023年6月24日），1988年至1996年成為首位擔任香港首席按察司（後稱首席大法官）的華人。1996年辭職參選第一屆行政長官選舉，敗於董建華。1997年香港主權移交，獲董建華聘任為行政會議非官守成員，至2002年卸任。
楊鐵樑生於上海，祖籍廣東省中山市，先後於蘇州東吳大學和倫敦大學學院修讀法律，26歲定居香港執大律師業，1956年加入香港司法部。出任首席大法官前，他歷任裁判司、高級裁判司、地方法院法官、高等法院和上訴法院按察司，以及在1987年出任上訴法院副庭長等職。他處理過的大案包括調查1972年六一八雨災，1975年主審外籍前總警司葛柏涉嫌貪污案，以及在1980年就麥樂倫案主持聆訊。在首席大法官任內，他對司法機構展開改革，以配合主權移交，當中包括在1995年首度為法庭引入中文聆訊。
在司法界以外，楊鐵樑在1985年至2001年和1994年至2001年分別擔任香港大學校董會主席和香港大學副校監，1998年起任香港紅十字會主席，2012年起任該會會長。退休後，自2003年9月起在香港電台主持英語教學節目《楊鐵樑留言信箱》。

## 生平

### 早年生涯
1929年6月30日生於上海，祖籍廣東中山縣，有一姐二兄，家中排行最小，故稱「三少」。祖父楊梅南為太古輪船公司在上海的總買辦，父親楊少南則為太古洋行經理，後來又與太古合組船務公司。至於楊鐵樑的母親名陳蒨如，早年於聖瑪利中學畢業。
楊鐵樑早年入讀聖約翰中學，1946年至1949年於蘇州東吳大學讀法律。肄業以後，受國共內戰所影響，楊鐵樑短暫移居香港，未幾負笈英國倫敦大學學院繼續修讀法律，至1953年取得榮譽學士資格畢業；後又在1954年於格雷律師學院考獲榮譽大律師資格。

### 司法生涯
楊鐵樑在1955年回到香港，最初於岳父譚雅士之律師樓工作。儘管當時政府司法機構並無職位空缺，但楊鐵樑仍嘗試前往有關部門應徵投考法官，並獲時任正按察司何瑾爵士接見面試。至1956年6月，楊鐵樑終獲政府正式聘用，任職裁判司；至1963年升任高級裁判司。未幾，楊鐵樑又取得了獎學金，自1963年至1964年獲政府送到倫敦大學進階法律研究學院擔任洛克菲勒基金會院士，進行為期一年的深造。
學成返港後，楊鐵樑被派任署理地方法院法官，在1966年的時候，曾任九龍騷亂損失索償厘定委員會主席，至翌年爆發六七暴動後，他又任賠償委員會主席。在1968年，楊鐵樑正式出任地方法院法官，期間曾在1970年擔任法庭使用中文督導委員及法律小組主席，此外又曾於1971年主審轟動一時的毒馬案，同年短暫出任署理按察司，後又於在1972年出任一九七二年雨災調查委員會主席。
在1975年2月17日，楊鐵樑在維多利亞地方法院主審涉嫌貪污的總警司葛柏。有關案件當年在港轟動一時，經過六日審訊後，楊鐵樑判處葛柏入獄四年。同年，楊鐵樑獲升任為高等法院按察司，翌年負責審理梁榮生案，調查警署警長劉昌華有否向梁榮生支付10,000元，以誘使他承認傷人。到1980年，他又獲港府委任為麥樂倫事件調查專員，以調查外籍督察麥樂倫在寓所身中五槍斃命的案件；另外又出任法律改革委員會委員兼同性戀法例研究小組主席。
在1981年，楊鐵樑獲委任為上訴庭按察司，至1987年擢升為上訴法院副庭長。在1988年，楊鐵樑進而獲英女皇伊利沙伯二世冊封為下級勳位爵士，同年3月，在時任港督衛奕信爵士推薦下，楊鐵樑正式接替羅弼時爵士，出任首席按察司（1992年改名首席大法官），成為香港開埠以來首位出掌此高位的華人。傳媒因而愛稱他楊官。按照慣例，以往歷任香港首席按察司都會兼任汶萊最高法院首席大法官，但自楊鐵樑上任後，此職卻繼續由羅弼時爵士出任。相反，楊鐵樑則在1988年5月24日獲委任為汶萊上訴法庭庭長，至1993年5月16日卸任，並由傅雅德（Kutlu Tekin Fuad）法官接任。
楊鐵樑於擔任首席按察司期間，積極參與改革香港的普通法制度，以便更能切合香港主權移交後的實際情況。他徹底改變了已沿用152年歷史的法律傳統，於1995年將中文引入香港的法院。

### 競選特首
在1996年，楊鐵樑表態有意參選特首，並向港督彭定康遞交辭呈，辭去首席大法官之職。此外，他還放棄了英國國籍，以及致函英女皇放棄其爵士頭銜，以表明其參選決心。在選舉舉行前，他進行了多項親民活動，當中包括訪問公屋居民，以及首次乘坐地鐵等等。在1996年12月11日，第一屆特首選舉正式舉行，最終在400名選委投票下，另一候選人董建華以320票當選特首，而楊鐵樑則以42票排行第二落選。他撰寫的政綱是《穩步跨進二十一世紀》，當中提及修訂官方保密法，保證資訊自由和開放言論，使市民可得到更多政府資訊，但同時立法限制未經批准而攫取他人資料的行為。
儘管競逐特首失敗，但董建華未幾在特區成立後，即邀請楊鐵樑出任行政會議非官守成員，其後還一度傳出他會繼鍾士元爵士出任行會召集人，但最後沒有成事。任內，楊鐵樑自1998年至2002年擔任外匯基金投資有限公司主席，對盈富基金制定管理機制。另在1999年至2004年，他亦曾獲委任為廉政公署事宜投訴委員會主席。
為表揚他對司法及高等教育之貢獻，楊鐵樑在1999年獲行政長官董建華頒授大紫荊勳章。後來在2002年卸任行政會議成員後，楊鐵樑再度致函英女皇，恢復了其爵士頭銜。

### 社會公職
早在1981年至1984年，楊鐵樑已獲委任為香港大學及理工撥款委員會主席。後自1985年至2001年，他又出任香港大學校董會主席之職，期間更曾自1994年至2001年兼任香港大學副校監，任內發生港大民調風波，力主成立獨立調查小組，並委任法律界人士查明事件。至於自1998年至今，他亦是香港紅十字會主席。另外，楊鐵樑曾在1991年擔任倫敦大學邊沁法學會會長，以及在1988年出任英國格雷法學院榮譽監督。

### 教育工作
在退出行會以後，楊鐵樑熱衷於教授年輕人英文和禮儀。在2003年9月，他開始為香港電台主持《楊鐵樑留言信箱》節目，以生活化的題材，與聽眾輕鬆分享英文的趣味，也在香港電台第四台（中文台）教授英文和西方禮儀，並且在網上解答網友疑問。多年來，楊爵士還到學校親自授課，包括香港大學、香港青年協會、聖公會李福慶中文中學、庇理羅士女子中學及李兆基英文中學。後在2005年，楊鐵樑復獲香港中文大學委任為法律學院執行委員會主席，同時擔任該院榮譽教授。

### 逝世
2023年6月24日，楊鐵樑逝世，享年93歲。時任香港特別行政區行政長官李家超及香港終審法院首席法官張舉能等致悼。

## 政治取態
楊鐵樑在2020年發聲明支持《香港國家安全法》，指每個主權國家都有為其國家安全利益進行立法的固有權利，此一原則是不容反駁，同時認為海外評論員對制定國安法的反駁及行為不真誠。

## 家庭
楊鐵樑1954年與譚愛蓮結婚，譚父為著名大律師兼法官譚雅士，早年曾任立法局議員。楊鐵樑夫婦育有兩子，次子娶大律師余叔韶之女余夏卿為妻。楊、譚二人以夫妻恩愛著稱，惟其妻在2006年6月24日病逝（楊亦於17年後同一天去世），終年74歲。楊鐵樑在香港主權移交前曾是香港共濟會會員，但後來已退會。

### 教育大眾作品
| 目錄 | 快樂書房有限公司 | 快樂書房有限公司       |
| 目錄 | 發售日期         | ISBN                   |
| ---- | ---------------- | ---------------------- |
| 1    | 2011年7月22日    | ISBN 978-988-19816-8-4 |
| 2    | 2011年10月4日    | ISBN 978-988-19816-9-1 |

## 翻譯作品
楊鐵樑曾熱衷於翻譯中國典籍成英文，當中計有：
- General Yue Fei，1995年（即《說岳全傳》，由錢彩原著）
- The Peach Blossom Fan，1998年（即《桃花扇》，譯自谷斯範1948年版本）
- Officialdom Unmasked，2001年（即《官場現形記》，由李伯元原著）

## 榮譽
- 下級勳位爵士（1988年）
- S.P.M.B.（1990年，第一等）
- J.P.（1998年7月1日－2012年[10][11]）
- G.B.M.（1999年）

### 名譽博士
- 香港中文大學（1984年，名譽法學博士）
- 香港大學（1991年，名譽文學博士）
- 香港理工學院（1992年，名譽法學博士）

### 院士
- 倫敦大學學院（1989年）
- 英國特許仲裁員協會（1990年）

## 注腳
1. ↑  香港政府憲報1996年第44期第4984號公告
2. ↑  鮑氏訃聞. 華僑日報. 1961-01-17. 第二張第二頁.
3. ↑  事實上，楊鐵樑並不能透過致函英女皇而放棄其騎士爵位。除因犯下嚴重罪行，或通敵叛國而遭禠奪騎士爵位外，騎士爵位沒有放棄的途徑。
4. ↑  .   [2023-07-13]. （原始内容存档于2023-07-13）.
5. ↑  . 香港中文大學. 2005-03-30  [2025-01-04]. （原始内容存档于2024-07-29）.
6. ↑  . 香港電台. 2023-06-24  [2025-04-01]. （原始内容存档于2025-04-01）.
7. ↑  . 明報. 2023-06-25  [2023-06-25]. （原始内容存档于2023-06-30）.
8. ↑  . 蘋果日報. 2011-08-14  [2025-01-04]. （原始内容存档于2016-03-04）.
9. ↑  梁福麟，《前瞻特區未來》，廣角鏡出版社有限公司，1997年。
10. ↑  . 2012-06-07  [2017-07-09]. （原始内容存档于2012-06-09）.
11. ↑  . 2012-12-24  [2017-07-09]. （原始内容存档于2013-01-01）.

## 外部連結
- 楊鐵樑留言信箱 （页面存档备份，存于）（香港電台）
- 楊鐵樑爵士簡介 （页面存档备份，存于）（香港紅十字會）
- 香港大學贊辭
- 穩步跨進二十一世紀（楊鐵樑參選首屆行政長官選舉政綱全文） （页面存档备份，存于）

| 司法职务                          | 司法职务                              | 司法职务                |
| --------------------------------- | ------------------------------------- | ----------------------- |
| 前任者： 赫健士爵士               | 香港上訴法院副庭長 1987年－1988年     | 繼任者： 傅雅德         |
| 前任者： 貝理士爵士               | 汶萊最高法院上訴庭庭長 1988年－1993年 | 繼任者： 傅雅德         |
| 前任者： 羅弼時爵士（首席按察司） | 香港首席大法官 1988年－1996年         | 繼任者： 鮑偉華（署理） |